# 100 años de perdón
Pour plus de détails, voir Fiche technique et Distribution.
Ne doit pas être confondu avec Cien años de perdón (Insiders), un film espagnol de Daniel Calparsoro sorti en 2016.
100 años de perdón est un film vénézuélien d'Alejandro Saderman. Le film a connu le succès en Allemagne sous le nom de Große Diebe, kleine Diebe.

## Synopsis
À la suite d'une crise bancaire, quatre cadres décident de cambrioler une banque. Mais, une fois à l'intérieur, ils s'aperçoivent que la banque est en banqueroute et que son président a déjà vidé les coffres… 

## Fiche technique
- Titre original : 100 años de perdón
- Titre anglais : Little Thieves, Big Thieves
- Réalisation : Alejandro Saderman
- Scénario : Carlos González et Henry Herrera
- Photographie : Hernán Toro
- Montage : Giuliano Ferrioli
- Musique : Julio d'Escriván
- Production : Ezequiel Burguillos, Maye Larotonda
  - Production déléguée : Antonio Llerandi
- Société de distribution : Alejandro Saderman Producciones
- Pays d'origine :  Venezuela,  Allemagne et  États-Unis
- Langue : Espagnol
- Format : Couleurs
- Genre : comédie policière
- Durée : 102 minutes
- Date de sortie : Canada : 17 septembre 1998 (Festival du film de Toronto)

## Distribution
- Orlando Urdaneta : Horacio
- Daniel Lugo : Valmore
- Aroldo Betancourt : Rogelio
- Mariano Álvarez : Vicente
- Elluz Peraza : Lucía Carvajal
- Flavio Caballero : Juan Carlos
- Alicia Plaza  : Rita
- Armando Gota : Pujol
- Cayito Aponte : président de la banque
- Basilio Álvarez : chauffeur de taxi

## Distinction
Le film a été nommé dans la catégorie du meilleur film au Festival international du film de Newport 1999.